# Thomas Knutti

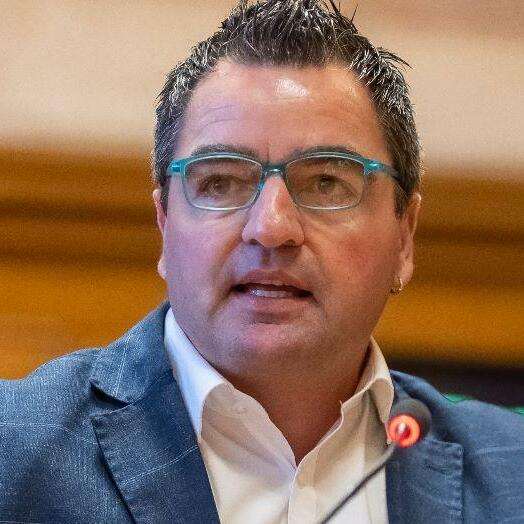
Thoms Knutti

Thomas Knutti (* 15. März 1973 in Erlenbach im Simmental; heimatberechtigt in Därstetten und Diemtigen) ist ein Schweizer Politiker (SVP) und seit 2023 Nationalrat.

## Leben
Nach der obligatorischen Schulzeit absolvierte Knutti die landwirtschaftliche Ausbildung. Von 1996 bis 1998 war er als selbstständiger Transportunternehmer im internationalen Verkehr tätig. Seit 1998 arbeitet er als Berufsfahrer im Unternehmen seines Bruders.  1998 übernahm er den elterlichen Landwirtschaftsbetrieb. Knutti übernahm 2017 ein Restaurant in Därstetten.
In der Schweizer Armee hat er den Rang eines Soldates.

## Politik
Knutti war von 2007 bis 2017 Gemeinderat von Därstetten. 2010 wurde er in den Grossen Rat des Kantons Bern gewählt. Von 2017 bis 2021 war er Gemeinde- und Gemeinderatspräsident von Därstetten. In den Parlamentswahlen 2023 wurde er in den Nationalrat gewählt. Im Grossen Rat ist Nils Fiechter für ihn nachgerückt. Im Nationalrat ist er Mitglied der Staatspolitischen Kommission (SPK-N).